# The King, the Widow, and Rick
The King, The Widow, And Rick là tập thứ sáu trong Phần 8 của series phim truyền hình The Walking Dead. Tập phim được phát sóng trên kênh AMC của Mỹ vào ngày 26 tháng 11 năm 2017. Khi phát sóng tại Mỹ, tập phim đã được 8,28 triệu người xem trong đó có 3,6 triệu người từ 18-49 tuổi.

## Nội dung tập
Trên một con đường vắng, Rick lấy ra hai lá thứ được giấu trong một đống đồ bỏ đi. Trong khi đó, ở The Kingdom, Carol cũng vừa nhận được hai lá thư báo cáo tình hình từ quân của Alexandria và Hilltop. Tại Alexandria, Tara cùng đồng đội trở về và mang theo báo cáo từ Hilltop & The Kingdom. Cô đưa hai bức thư cho Michonne và Carl đọc. Ở Hilltop, Aaron đưa em bé Gracie đến và đồng thời đưa hai lá thư cho Maggie.
Những người nhận thư mở thư ra đọc để cập nhật tình hình các trận chiến tại từng tiền đồn của The Saviors cũng như tình trạng hiện tại của mỗi cộng đồng. Trong thư của mình, Maggie tường thuật lại việc Jesus đã bắt các thành viên của địch về làm tù nhân. Carol xác nhận rằng chỉ có cô, Ezekiel và Jerry là 3 người sống sót duy nhất sau cuộc tấn công tại tiền đồn do quân The Kingdom chịu trách nhiệm. Thư của Rick thì báo cáo rằng toàn bộ kế hoạch vẫn diễn ra như dự kiến của họ. Xác sống vẫn đang vây quanh căn cứ The Sanctuary và lính bắn tỉa đã được phân cử ở các tòa nhà quanh đó để ngăn chặn bất kỳ ai định thoát ra. Trong khi đó, nhu yếu phẩm bên trong của địch sẽ ngày một cạn kiệt và khiến chúng yếu đi. Rick bảo rằng mình đang tiếp tục thực hiện bước tiếp theo của kế hoạch và sẽ gặp lại những người khác 2 ngày sau ở The Sanctuary để chấm dứt chuyện này.
Ở bãi rác, Jadis đang làm một bức tượng từ những nguyên liệu bỏ đi. Khi nghe thấy có tiếng gõ cổng vào, cô ta liền ra hiệu cho người mở cổng.
Jesus phân phát đồ ăn cho những tù binh The Saviors đang bị trói bên ngoài tường của Hilltop. Maggie tỏ vẻ không đồng tình khi anh dùng thức ăn của cộng đồng cho việc này. Gregory đề nghị họ nên lập một giá treo cổ và xử tử đám kẻ địch ngay lập tức. Tuy nhiên, ông ta bị Maggie yêu cầu im lặng và đi vào trong. Jesus liền nói với Maggie rằng họ không cần chỉ tìm cách chiến thắng Negan & The Saviors, mà còn phải đảm bảo rằng những gì họ có được sau cuộc chiến là xứng đáng so với những mất mát mà họ đã phải chấp nhận đánh đổi.
Ở The Kingdom, Carol gõ cửa phòng hội trường và thúc giục Ezekiel giúp mình tập hợp thêm binh lính để tới hỗ trợ Rick. Tuy nhiên, cô không nghe thấy có tiếng trả lời. Khi Carol bỏ đi, Henry (em trai của Benjamin) liền đi theo và bảo muốn giúp cô chiến đấu lại The Saviors. Carol giận dữ từ chối cậu.
Rick vừa bị các thành viên The Scavengers đưa vào trong bãi rác để gặp Jadis. Anh đưa cho cô ta những tấm ảnh mà mình đã chụp để làm bằng chứng cho thấy rằng 3 tiền đồn của The Saviors đã bị tiêu diệt, trong khi căn cứ chính của chúng đã hoàn toàn bị cô lập. Rick khẳng định rằng phe mình rồi sẽ nắm chắc chiến thắng trong tay và đưa cho Jadis hai sự lựa chọn: Hoặc là gia nhập vào liên minh các cộng đồng, hoặc là sẽ bị phe anh dẫn quân tới tiêu diệt. Jadis mỉm cười bí hiểm và từ chối đề nghị của Rick, sau đó cho người nhốt anh lại.
Tại Hilltop, Gregory cố thuyết phục Maggie đừng nghe theo lời của Jesus và khuyên cô không nên nương tay với các tù binh The Saviors. Ông ta cảnh báo rằng họ đừng nên "để đám sói lảng vảng gần bầy cừu".
Quay lại Alexandria, do phải ở nhà hồi phục sau khi bị thương và không thể tham gia vào trận đánh đầu tiên, Michonne bồn chồn và muốn đến xem tận mắt căn cứ The Sanctuary đang bị cô lập. Thấy thế, Rosita cũng liền lên xe đi cùng cô.
Trong khi đó, Tara và Daryl tìm gặp nhau. Tara bảo rằng Daryl đã đúng khi không giết Dwight, bởi cuộc chiến của họ đã không thuận buồm xuôi gió được đến vậy nếu không nhờ những thông tin do anh ta cung cấp. Tuy nhiên, cô khẳng định rằng mình vẫn sẽ tự tay giết Dwight sau khi cuộc chiến kết thúc. Daryl đáp rằng họ có thể cùng làm điều đó và không cần phải chờ đến lúc ấy.
Đêm đến, Jesus cùng một vài cư dân Hilltop đứng canh gác cho sự an toàn của những tù binh The Saviors bên ngoài bức tường. Anh nghe thấy ở bên trong là tiếng của nhiều người đang làm việc tại lò rèn để chế tạo thứ gì đó. Alden kể với Jesus rằng anh ấy vốn chỉ là một người sống sót đơn độc cho đến khi chấp nhận gia nhập The Saviors để có nơi ở an toàn và nhu yếu phẩm. Đó là lựa chọn duy nhất mà anh ấy có để sinh tồn.
Đang trên đường đi, Michonne và Rosita chợt nghe thấy có tiếng nhạc rất lớn vang lên ở đâu đó. Họ liền bước xuống xe và lần theo hướng âm thanh phát ra.
Carl mang theo đồ ăn cùng thức uống quay trở lại rừng và tìm thấy Siddiq - người bí ẩn mà cậu đã gặp trước đó ở trạm xăng. Sau khi giới thiệu bản thân cho nhau, Carl hỏi Siddiq 3 câu hỏi mà nhóm Rick thường từng dùng mỗi khi cân nhắc cho ai đó gia nhập nhóm ("Bạn đã giết bao nhiêu xác sống?"; "Bạn đã giết bao nhiêu người?"; "Vì sao?"). Siddiq bèn đáp rằng mình đã giết tổng cộng 237 xác sống để tri ân lời dạy bảo của mẹ mình, rằng việc giết những xác sống là đang giúp giải thoát linh hồn cho chúng. Anh ấy chỉ từng giết một người sống, và lý do là để giúp người đó không phải trải qua nỗi đau bị xé xác. Carl sau đó mời Siddiq gia nhập Alexandria.
Trong rừng, Carol phát hiện ra Henry đang dùng gậy đấu lại hai xác sống. Cô bắn chết chúng và chỉ trích cậu bé vì vẫn liều lĩnh bám theo mình để rồi gặp nguy hiểm. Thấy Henry vẫn nhất quyết muốn đi cùng cô để trả thù cho cái chết của anh mình, sau một hồi cân nhắc, Carol đành đồng ý. Cô đưa một khẩu súng cho Henry và dặn chỉ được dùng nó khi cô cho phép.
Ở Hilltop, sau khi được Enid ra gọi vào, Jesus bèn đưa những tù binh The Saviors vào trong, nơi anh thấy một buồng giam lớn vừa được dựng lên giữa sân cộng đồng. Sau khi tất cả tù binh được nhốt vào trong, Maggie tuyên bố rằng họ sẽ không bị đối xử tệ bạc. Khi Gregory phản đối và bảo rằng đừng nên để những kẻ không đáng tin vào trong cộng đồng, Maggie cũng quy Gregory vào dạng người mình không tin tưởng được và sai người nhốt ông ta vào cùng luôn. Bất chấp sự khóc lóc van xin, Gregory vẫn bị cưỡng ép đưa vào. Tên Jared định chộp lấy một khẩu súng từ người Dianne để làm phản nhưng bị Maggie dùng báng súng đập vào mặt. Dillon bèn nói lời cảm ơn Maggie.
Trên đường về Alexandria, Carl và Siddiq bắt gặp một vài xác sống đang ăn thịt một con nai. Carl đề nghị họ cùng giết chúng để giúp chúng được "siêu thoát" giống như việc Siddiq đã làm. Sau một hồi vật lộn, cả hai cuối cùng cũng xử lý hết bầy xác sống và tiếp tục lên đường.
Sau khi lần theo tiếng nhạc lớn, Michonne và Rosita vào được bên trong một tòa nhà, nơi họ phát hiện ra có 2 thành viên The Saviors đang ở trong và bàn bạc việc dùng một dàn loa bật nhạc lớn để dụ bầy xác sống đi khỏi The Sanctuary. Michonne vô tình đụng chân vào một quả bóng, khiến nó lăn đi và làm 2 kẻ kia phát hiện ra sự có mặt của họ. Rosita dùng một khẩu súng phóng lựu bắn chết một tên, nhưng tên còn lại đã kịp leo lên xe và tẩu thoát cùng dàn loa. Thật may là trước khi ả ta kịp cao chạy xa bay, một chiếc xe tải lớn từ đâu lao tới tông thẳng vào xe ả. Từ trên xe, Daryl và Tara bước xuống và bắn chết ả. Sau khi nghe Michonne kể lại đầu đuôi vụ việc, Daryl bảo rằng họ còn nhiều việc khác cần làm.
Carol bước vào phòng hội trường của The Kingdom sau khi được Jerry tiết lộ rằng cửa ngoài không hề khóa. Cô cố thuyết phục Ezekiel tiếp tục đảm nhiệm vai trò thủ lĩnh vì người dân của cộng đồng vẫn rất cần ông. Tuy nhiên, Ezekiel đáp rằng sau thất bại và mất mát lớn vừa qua, ông không thể cứ cố đóng vai một "nhà vua" mãi nữa.
Bên trong buồng giam mới giữa sân của Hilltop, tên Jared đang âm thầm tìm cách cắt dây trói của mình bằng một hòn đá. Lo ngại rằng hắn sẽ làm cả nhóm bị liên lụy, Dillon lao tới huých vào người Jared và làm hắn đánh rơi hòn đá xuống đất. Jared cười khểnh và bảo rằng rồi hắn sẽ tìm được cách chiếm quyền Hilltop.
Aaron đang tâm sự với Maggie nỗi đau của mình về việc mất đi Eric và nhận được sự cảm thông. Jesus đến để cảm ơn Maggie vì đã tha mạng cho các tù binh, nhưng Maggie bảo rằng cô làm vậy chỉ là phòng trường hợp sắp tới sẽ cần trao đổi con tin. Nếu chuyện đó không xảy ra, các thành viên The Saviors kia sẽ không được phép sống sót.
Trông thấy Aaron leo lên xe để chuẩn bị rời khỏi, Enid chạy theo và hỏi xem anh định đi đâu. "Anh cần phải đảm bảo chúng ta sẽ chiến thắng" – Aaron đáp và Enid liền bảo sẽ đi cùng anh.
Nhóm của Daryl, Michonne, Rosita và Tara tới được gần The Sanctuary và quan sát căn cứ của địch qua ống ngắm. Daryl bảo rằng họ sẽ kết thúc chuyện này ngay lúc này.
Ở bãi rác, Jadis đi đến dùng phấn viết chữ cái "A" lên trên chiếc container đang nhốt Rick. Bên trong, Rick bình thản ngồi giữa bóng tối trong tình trạng bị lột gần hết đồ.

## Diễn viên

### Diễn viên chính
- Andrew Lincoln vai Rick Grimes
- Norman Reedus vai Daryl Dixon
- Lauren Cohan vai Maggie Rhee
- Chandler Riggs vai Carl Grimes
- Danai Gurira vai Michonne
- Melissa McBride vai Carol Peletier
- Lennie James vai Morgan Jones*
- Alanna Masterson vai Tara Chambler
- Josh McDermitt vai Eugene Porter*
- Christian Serratos vai Rosita Espinosa
- Seth Gilliam vai Gabriel Stokes
- Ross Marquand vai Aaron
- Jeffrey Dean Morgan vai Negan*
- Austin Amelio vai Dwight*
- Tom Payne vai Paul Rovia
- Xander Berkeley vai Gregory
- Khary Payton vai Ezekiel
- Steven Ogg vai Simon*
- Katelyn Nacon vai Enid
- Pollyanna McIntosh vai Jadis

### Diễn viên định kỳ
- Callan McAuliffe vai Alden
- Kenric Green vai Scott
- Cooper Andrews vai Jerry
- Avi Nash vai Siddiq
- Thomas Francis Murphy vai Brion
- Sabrina Gennarino vai Tamiel

*Không xuất hiện trong tập này

### Các diễn viên phụ khác
- Kerry Cahill vai Dianne
- James Chen vai Kal
- Peter Zimmerman vai Eduardo
- Macsen Lintz vai Henry
- Nadine Marissa vai Nabila
- Joshua Mikel vai Jared
- Ciera L. Payton vai Zia
- Adam Cronan vai Leo
- Adam Fristoe vai Dean
- Karl Funk vai Neil
- Bethany Kasulas vai Katy
- Matthew Rimmer vai Thành viên The Saviors

## Cái chết trong tập
- Leo
- Zia

## Đánh giá
Tập phim nhận phải phản hồi tiêu cực từ cả giới phê bình và khán giả, với chỉ 33% trong số 24 bài đánh giá trên trang Rotten Tomatoes là theo chiều hướng tốt. Nhận xét ngắn gọn mà trang này đưa ra là: ""The King, The Widow, And Rick" đã phân tách quá nhiều nhánh truyện nhỏ trong cùng một tập, khiến cho tình tiết trong tập không tiến triển được nhiều". Jeff Stone từ trang IndieWire nhận định: "Tập phim cũng có một số cảnh tạm được, nhưng hầu hết vẫn chỉ là các nhân vật nhắc lại những thứ mà khán giả vốn đã biết và làm những điều mà họ vẫn đã làm trong các tập trước đó".

## Bên lề
- Lần xuất hiện đầu tiên của: Leo, Zia.
- Tên tập phim: "The King, The Widow, And Rick" xuất phát từ tên mà các thành viên The Saviors dùng để gọi 3 nhà lãnh đạo các cộng đồng chống lại chúng. Điều này vốn đã được thể hiện qua lời của Morales trong tập "Monsters" và lời của Gunther" trong tập "Some Guy"
  - Đây cũng là tập phim đầu tiên có tên của một nhân vật trong tựa đề (Rick).
- Tập phim này có thời lượng phát sóng trên truyền hình là 64 phút (bao gồm cả quảng cáo), dài hơn nếu so với một tập phim thông thường có độ dài 60 phút.
- Tập phim đánh dấu sự quay trở lại của Jadis kể từ lần cuối xuất hiện của cô ta trong tập cuối Phần 7 "The First Day Of The Rest Of Your Life".
- Những bức hình mà Rick chụp khi tấn công The Sanctuary và các tiền đồn khác đã được tiết lộ lý do là để dùng làm bằng chứng nhằm thuyết phục The Scavengers ở tập phim này.
- Cuộc trò chuyện giữa Carol và Ezekiel được trích ra từ Chương 119 của bộ truyện tranh (trong truyện là Michonne nói chuyện với Ezekiel).
- Tập phim đánh dấu lần đầu Rick xuất hiện trong 6 tập phim liên tiếp kể từ sau tập "Secrets".
- Đôi giày Jadis đi cuối tập phim chính là đồ cô ta cướp từ Rick sau khi lột đồ và nhốt anh vào containter.
- Tên của nữ diễn viên Sabrina Gennarino (Tamiel) đã được chuyển từ mục "co-star" (diễn viên phụ) lên "also starring" (diễn viên định kỳ) kể từ tập này.
- "Fat Lady" – tên gọi mà The Saviors đặt cho chiếc xe chở một dàn loa lớn được dựa trên câu tục ngữ “It ain’t over till the fat lady sings”.
  - Một chiếc xe chở loa cũng từng được The Saviors đặt vào bên trong cộng đồng Hilltop trong tập "Go Getters" (Phần 7).
- Gregory đề nghị Maggie làm một giá treo cổ để xử tử các tù binh The Saviors. Đây có thể là chi tiết ám chỉ về cái chết của ông ta trong Chương 141 của truyện tranh.
- Tập phim có một số lời nói/chi tiết gợi nhắc về các sự kiện trong các tập trước đây:
  - Đầu tập, Jadis đang làm một bức tượng mèo bằng những mẩu sắt vụn. Trong tập "New Best Friends" (Phần 7), Rick đã lấy đi một bức tượng tương tự ở bãi rác sau lần đầu gặp cô ta. Trước đó, bức tượng này cũng đã xuất hiện trong cảnh flash-forward của Rick ở tập "Mercy".
  - Gregory nhiều lần gọi Maggie là "Margaret" trong tập này. Đây cũng là tên gọi sai mà ông ta từng dùng để gọi cô trong tập "Rock In The Road" (Phần 7).
  - Carl chia sẻ với Siddiq rằng mẹ của cậu – Lori trước khi chết đã căn dặn cậu luôn phải làm những điều đúng đắn. Đây là sự gợi nhắc về sự kiện xảy ra trong tập "Killer Within" (Phần 3).
  - Carl hỏi Siddiq 3 câu hỏi mà các thành viên trong nhóm Rick thường dùng trước khi quyết định có nên cho một người mới gia nhập nhóm.
    - Lần gần nhất trước đó 3 câu hỏi này được sử dụng đầy đủ là bởi Daryl đối với Dwight trong tập "Always Accountable" (Phần 6). Rick cũng định hỏi Jesus 3 câu này vào lần đầu gặp anh ấy trong tập "The Next World" (Phần 6) nhưng Jesus đã lảng tránh việc trả lời từ ngay câu hỏi đầu tiên.

  - Carol cảnh cáo Henry rằng việc một mình vào trong rừng có thể khiến cậu lạc lối và bị mất tích mãi mãi, hoặc sẽ được tìm thấy nhưng là trong hình dạng "quái vật" (xác sống). Đây là lời ngụ ý về số phận của con gái Carol – Sophia trong Phần 2, đồng thời cũng ngụ ý về câu chuyện về quái vật mà Carol kể với Sam Anderson trong tập "Forget" (Phần 5).
  - Jadis dùng phấn viết chữ "A" lên chiếc container giam giữ Rick, giống với chữ "A" mà nhóm của Gareth (Terminus) từng sử dụng.